# Seymourina Poirson
Seymourina Poirson, née Seymourina Suzanne Vincente Cuthbert le 15 mai 1846 dans l'ancien 3e arrondissement de Paris et morte le 17 mars 1931 dans le 17e arrondissement de Paris, est une autrice et salonnière française.

## Biographie

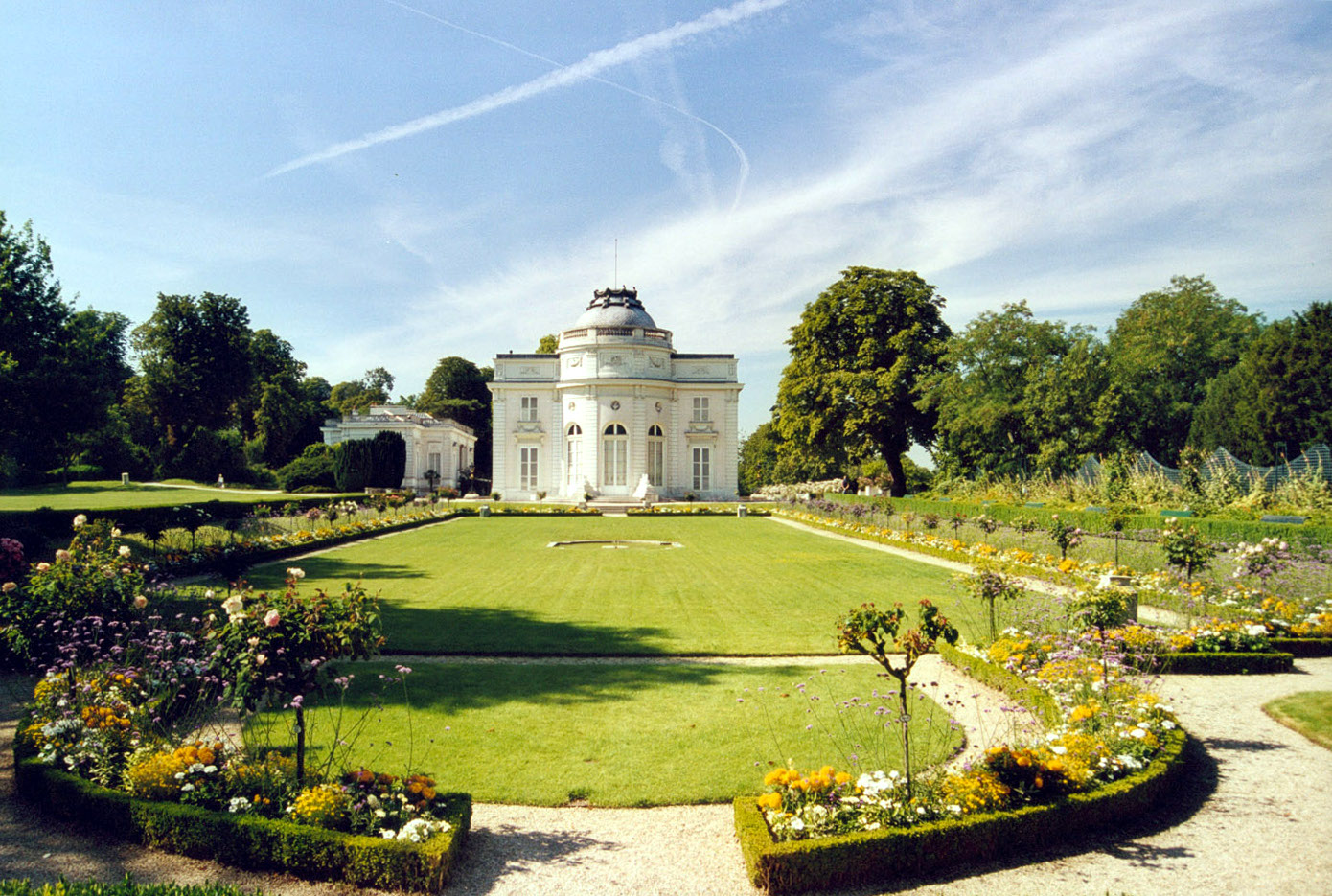
Le château de Bagatelle, demeure de son oncle Lord Hertford à partir de 1848.

Seymourina Suzanne Vincente Cuthbert naît en le 15 mai 1846 à Paris. Elle est baptisée le 29 décembre 1846 à l'église évangélique de la Rédemption.
Elle est la fille d'Amélie Clémence Barjonnet et Henry Seymour (1805-1854), un dandy à l'origine du Jockey-Club de Paris (hockey sur gazon), surnommé « Milord l'Arsouille ». Elle est élevée au château de Bagatelle par son oncle et parrain Richard Seymour-Conway, marquis d'Hertford (1800-1870) et sa compagne Louise Suzanne de Bréart, dite Madame Oger (1818-1904), qui est sa marraine,.

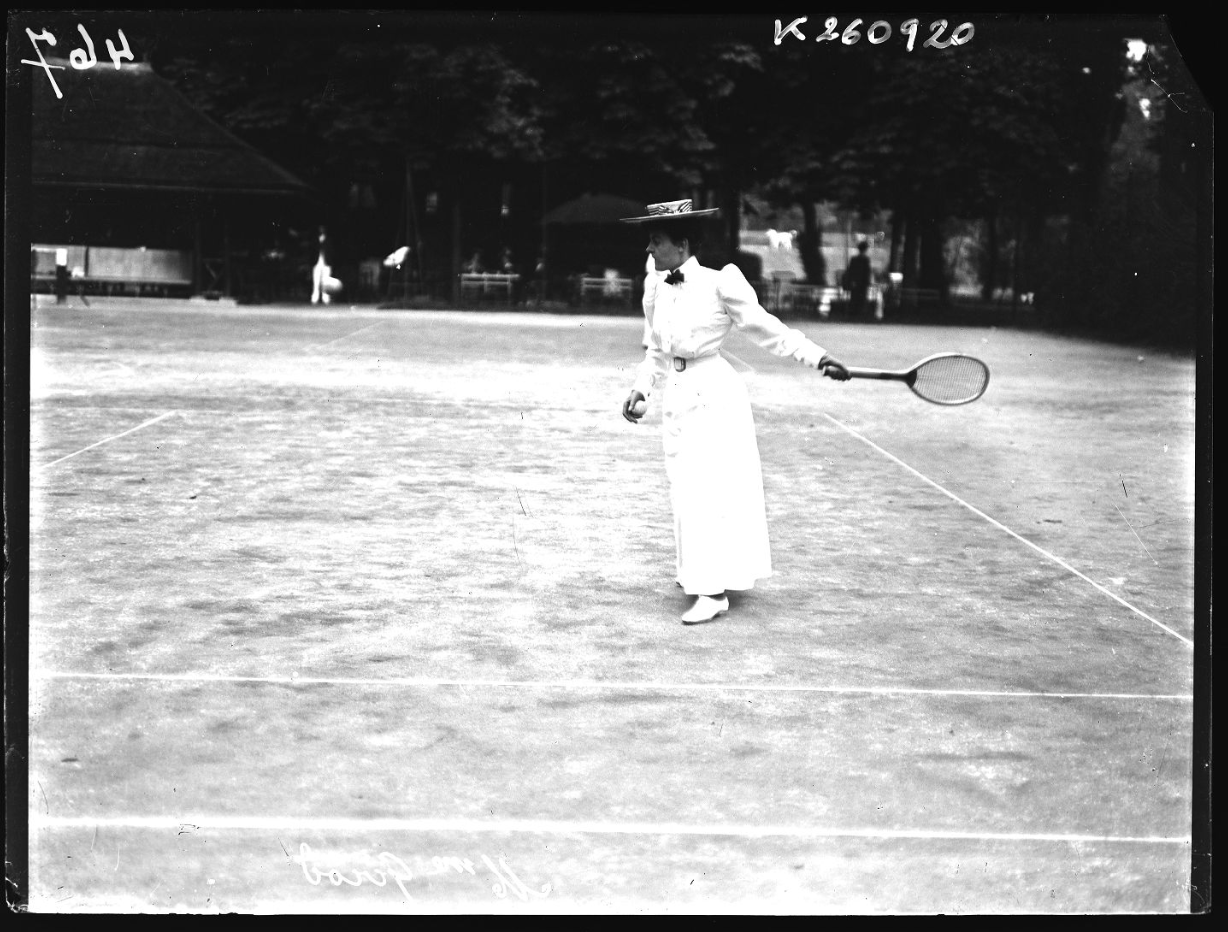
Sa fille joueuse de tennis, Suzanne Girod, en 1905

Seymourina Poirson épouse le courtier en assurance, puis dramaturge et librettiste Paul Poirson (1836-1895) le 26 août 1868 à Neuilly-sur-Seine. Leurs témoins sont Louise Suzanne Oger Bréart et le beau-fils de celle-ci, Richard Wallace (1818-1890), le collectionneur connu pour avoir offert plus de 65 fontaines Wallace à la ville de Paris. Le 8 juillet 1871, ils ont un enfant, Suzanne (1871-1926), joueuse de tennis connue sous le nom de Madame P. Girod, qui remporte le championnat de France en 1901. Et plus tard, en 1873, un fils nommé Charles (1873-1936).
Comme de nombreuses dames de la bourgeoisie, elle est musicienne et tient un salon littéraire, philosophique et musicial avec un orgue du facteur Cavaillé-Coll selon la mode sous le Second Empire. Elle écrit notamment sur le patrimoine et la philosophie féministe.
Seymourina Poirson décède le 17 mars 1931 dans le 17e arrondissement de Paris à l'âge de 84 ans.

## Hommage
Seymourina Poirson est peinte par John Singer Sargent en 1885. L'œuvre se trouve actuellement au Detroit Institute of Art aux États-Unis.

## Œuvres
- « Au sujet du féminisme - Quo non descendam ? », Le Carnet historique & littéraire, 1er juin 1901
- Le Jardin de ma pensée, illustrations de Louise Abbéma, J. Béraud, Chartran, Dubufe, L.-E. Fournier, Gervex, Jeanniot, Madeleine Lemaire, Maurice Leloir, Soldi-Colbert, Paris, Société d'éditions d'art "Le Livre et l'Estampe", 1904
- Mon Féminisme, Bordeaux, Féret et fils, 1904    (Wikisource)
- Les Châteaux du lac bleu, le Léman historique, pittoresque, artistique, éd. Henry Paulin et Cie, 1907
- Sur les genoux de grand-père, 1909
- La co-éducation : ses causes, ses effets, son avenir, préface de Mme Georges Régnal, Paris, H. Paulin et Cie, 1911
- La Reconstitution de la civilisation européenne. La pensée française. L'éducation civique et sociale. Les maisons de vie sociale ou maisons de tous, 1917